# Ольгино (Псковська область)
Ольгино (рос. Ольгино) — присілок в Струго-Красненському районі Псковської області Російської Федерації.
Населення становить 3 особи. Входить до складу муніципального утворення Мар'їнська волость.

## Історія
Від 2015 року входить до складу муніципального утворення Мар'їнська волость.

## Населення
| 2001 | 2002 | 2010 | 2011 |
| ---- | ---- | ---- | ---- |
| 10   | ↘5   | ↘3   | →3   |